# Arrest Kamer van Koophandel/Inspire Art
Het arrest Kamer van Koophandel / Inspire Art is een uitspraak van het Europees Hof van Justitie van 30 december 2003 (zaak C-167/01),
inzake een recht op vrije vestiging uitgeoefend door een vennootschap.

## Casus en procesverloop
Inspire Art Ltd. is ingeschreven in het handelsregister bij de Kamer van Koophandel zonder de vermelding formeel buitenlandse vennootschap,
welke vermelding verplicht is krachtens de Wet op de formeel buitenlandse vennootschappen.

34. Inspire Art is op 28 juli 2000 opgericht in de rechtsvorm van een private company limited by shares naar Engels recht en heeft haar bedrijfszetel te Folkestone (Verenigd Koninkrijk). Haar enige bestuurder (director), woonachtig te 's-Gravenhage (Nederland), is bevoegd om alleen en zelfstandig namens de vennootschap op te treden. De vennootschap, die onder de handelsnaam Inspire Art Ltd werkzaam is op het gebied van de verkoop van kunst, is haar werkzaamheden op 17 augustus 2000 begonnen en beschikt over een filiaal te Amsterdam.

35. Inspire Art is ingeschreven in het handelsregister te Amsterdam zonder de vermelding dat zij een formeel buitenlandse vennootschap in de zin van artikel 1 WFBV is.

36. De Kamer van Koophandel, die deze vermelding verplicht achtte omdat Inspire Art haar ondernemingsactiviteiten uitsluitend in Nederland verricht, heeft het Kantongerecht te Amsterdam op 30 oktober 2000 verzocht, te gelasten dat de inschrijving van de vennootschap in het handelsregister wordt aangevuld met de vermelding formeel buitenlandse vennootschap in de zin van artikel 1 WFBV, hetgeen andere in de wet voorziene verplichtingen meebrengt (...)

22. Volgens artikel 1 WFBV wordt onder een formeel buitenlandse vennootschap verstaan een naar een ander dan Nederlands recht opgerichte, rechtspersoonlijkheid bezittende kapitaalvennootschap, die haar werkzaamheid geheel of nagenoeg geheel in Nederland verricht en voorts geen werkelijke band heeft met de staat waarbinnen het recht geldt waarnaar zij is opgericht [...].

23. De artikelen 2 tot en met 5 WFBV leggen de formeel buitenlandse vennootschappen verschillende verplichtingen op betreffende de inschrijving van de vennootschap in het handelsregister, de vermelding van deze hoedanigheid op van haar uitgaande stukken, het minimumkapitaal alsmede de opmaak, de inrichting en de openbaarmaking van de jaarstukken. De WFBV voorziet voorts in sancties in geval van niet-naleving van deze bepalingen.

De kantonrechter te Amsterdam heeft het Hof verzocht om een prejudiciële beslissing.

## Rechtsvraag
Kan de vermelding in het handelsregister als formeel buitenlandse vennootschap worden afgedwongen? (Neen.)

## Uitspraak Hof
De voorschriften van de Wet formeel buitenlandse vennootschap zijn in strijd met het gemeenschapsrecht. Dit betreft:
- verplichte aanmelding
- openbaarmakingsverplichting
- minimum kapitaalseisen.

95. De redenen waarom de vennootschap in de eerste lidstaat is opgericht, en de omstandigheid dat zij haar werkzaamheden uitsluitend of nagenoeg uitsluitend in de lidstaat van vestiging uitoefent, ontnemen haar niet het recht, zich op de door het Verdrag gewaarborgde vrijheid van vestiging te beroepen, tenzij er sprake is van misbruik, hetgeen van geval tot geval moet worden aangetoond.
105. Derhalve moet worden geconcludeerd dat de artikelen 43 EG en 48 EG zich verzetten tegen een nationale wettelijke regeling als de WFBV, die de vrijheid van vestiging van een filiaal in die lidstaat door een vennootschap die in overeenstemming met de wettelijke regeling van een andere lidstaat is opgericht, afhankelijk stelt van bepaalde voorwaarden betreffende het minimumkapitaal en de aansprakelijkheid van bestuurders, die in het nationale recht voor oprichting van vennootschappen wordt gesteld. De redenen waarom de vennootschap in de eerste lidstaat is opgericht en de omstandigheid dat zij haar werkzaamheden uitsluitend of nagenoeg uitsluitend in de lidstaat van vestiging uitoefent, ontnemen haar niet het recht, zich op de door het Verdrag gewaarborgde vrijheid van vestiging te beroepen, tenzij er sprake is van misbruik, hetgeen van geval tot geval moet worden vastgesteld.

## Betekenis
Dit arrest is een bevestiging van de arresten Centros (1999) en Überseering (2002).